# UEFA Futsal Champions League 2018/19
Die UEFA Futsal Champions League 2018/19 war die 32. Auflage des wichtigsten Wettbewerbs für europäische Futsalvereine und die erste Ausspielung unter diesem Namen. Bis zur Saison 2017/18 war der Wettbewerb unter dem Namen UEFA-Futsal-Pokal ausgespielt worden. Am Wettbewerb nahmen in dieser Saison 57 Klubs aus 53 Landesverbänden der UEFA teil.
Die Saison begann mit den Spielen der ersten Qualifikationsrunde am 28. August 2018 und endete mit dem Finale am 28. April 2019 in der Almaty Arena in der kasachischen Stadt Almaty, welches Sporting Lissabon gegen Gastgeber Kairat Almaty gewann und damit den Wettbewerb zum ersten Mal für sich entscheiden konnte.

## Termine
| Runde        | Auslosung        | Spieldaten                                                            |
| ------------ | ---------------- | --------------------------------------------------------------------- |
| Vorrunde     | 5. Juli 2018     | 28. August – 2. September 2018                                        |
| Hauptrunde   | 5. Juli 2018     | 2. – 7. Oktober 2018                                                  |
| Eliterunde   | 12. Oktober 2018 | 13. – 18. November 2018                                               |
| Finalturnier | 1. Februar 2019  | Halbfinale: 26. April 2019 Spiel um Platz 3 & Finale: 28. April 2019. |

## Modus

### Teilnehmer
Die besten drei Verbände im UEFA Futsal Nationalmannschafts-Koeffizientenranking erhalten zwei Startplätze, in der Regel der Sieger und der Zweitplatzierte der nationalen Futsalmeisterschaft. Zusätzlich erhält der Titelverteidiger einen automatischen Startplatz. Der entsprechende Verband kann daher einen zweiten Verein entsenden. Sollte der Titelverteidiger aus einem der drei topgerankten Verbände kommen, erhält der viertbeste Nation im Futsal Koeffizientenranking einen zweiten Startplatz. Alle weiteren Verbände können ein Team entsenden, in der Regel der nationale Futsalmeister.
Insgesamt können maximal 59 Teams aus den 55 UEFA Mitgliedsverbänden teilnehmen.
Da der Sieger des UEFA-Futsal-Pokal 2017/18 Inter FS aus einem der drei besten Verbände stammt, erhielt Kasachstan einen zweiten Startplatz. Insgesamt meldeten 57 Teams aus 53 Mitgliedsverbänden ihre Teilnahme an, so viele wie nie zuvor. Lediglich die Färöer-Inseln und Liechtenstein entsandten keinen Vertreter, da in ihren jeweiligen Verbänden keine Futsal-Liga ausgespielt wird. Aus den deutschsprachigen Ländern nahmen der VfL 05 Hohenstein-Ernstthal (Deutschland), die Murexin Allstars (Österreich) und RCD Fidell (Schweiz) als jeweilige Meister der nationalen Futsalmeisterschaften teil.

### Einteilung
Die gemeldeten Teams werden anhand ihres Futsal-UEFA-Klubkoeffizientens, gebildet aus dem Abschneiden in europäischen Futsal-Wettbewerben über die drei vergangenen Saisons, gerankt.
Vorrunde
- Die Teams auf den Plätzen 23–56 steigen in der Vorrunde ein und spielen in sieben Vierer- und zwei Dreiergruppen. Die Gruppensieger qualifizieren sich für die Hauptrunde.

Hauptrunde
- Der Titelverteidiger und die Teams auf den Plätzen 1–22 steigen direkt in die Hauptrunde ein, geteilt in einen A-Pfad und einen B-Pfad.
  - Pfad A beinhaltet den Titelverteidiger und die Teams auf den Rankingplätzen 1–11 und 16–19. Diese 16 Teams werden in Vierergruppen gelost. Die besten drei Teams jeder Gruppe qualifizieren sich für die Eliterunde.
  - Pfad B beinhaltet die Teams auf den Plätzen 12–15 und 20–22 sowie die 9 Gruppensieger der Vorrunde. Diese 16 Teams werden in Vierergruppen gelost, aus denen sich der jeweilige Gruppensieger für die Eliterunde qualifiziert.

Eliterunde
- Die 16 Teams in der Eliterunde werden in Vierergruppen gelost. Die Gruppensieger und Gruppenzweiten aus Hauptrundenpfad A werden auf zwei Lostöpfe verteilt. Teams, die bereits in der Hauptrunde in der gleichen Gruppe waren, können nicht erneut gegeneinander gelost werden. Die Sieger jeder Gruppe qualifizieren sich für das Finalturnier.[3]

### Format
In der Vorrunde, Hauptrunde und Eliterunde werden die Gruppenspiele als Mini-Turnier bei einer vorher ausgewählten Mannschaft der Gruppe ausgetragen. Dabei spielt jede Mannschaft einmal gegen jede andere Mannschaft ihrer Gruppe.
Die Teams werden nach Anzahl ihrer erzielten Punkte gerankt (3 Punkte für einen Sieg, 1 Punkt für ein Unentschieden und 0 Punkte für eine Niederlage). Sollten zwei oder mehrere Teams nach Abschluss aller Gruppenspiele punktgleich sein, kommen folgende Regeln zum Einsatz:
1. Anzahl der Punkte im direkten Vergleich
2. Tordifferenz im direkten Vergleich
3. Anzahl erzielter Tore im direkten Vergleich
4. Wenn mehr als zwei Mannschaften punktgleich sind und nach Anwendung der oben genannten Kriterien immer noch eine Anzahl an Teams gleichauf sind, werden die Kriterien des direkten Vergleichs ausschließlich auf diese Teams angewendet um die Reihenfolge zu bestimmen
5. Tordifferenz in allen Gruppenspielen
6. Erzielte Tore in allen Gruppenspielen
7. Sechsmeterschießen wenn zwei Mannschaften die gleiche Anzahl an Punkten aufweisen, direkt in der letzten Begegnung der Runde aufeinandertreffen und nach Anwendung aller obigen Kriterien weiterhin gleichauf sind. Diese Regel kommt nicht zur Anwendung wenn mehr als zwei Mannschaften punktgleich sind oder die Reihenfolge nicht relevant für die Qualifikation zur nächsten Runde ist.
8. Fair-Play Wertung (Rote Karte = 3 Punkte, Gelbe Karte = 1 Punkt, Gelb-Rote Karte = 3 points);
9. UEFA-Futsal-Klubkoeffizient
10. Losentscheidung[3]

Das Finalturnier wird im K.-o.-System gespielt. Als Austragungsort für das Finalturnier wurde die Almaty Arena in Almaty von der UEFA bestimmt.

## Vorrunde
An der Vorrunde nahmen die Mannschaften auf den Plätzen 23–56 des Klubkoeffizientenrankings teil. Diese wurden anhand ihres Rankings erneut in vier Lostöpfe eingeteilt. Aus jedem Lostopf wurde eine Mannschaft in eine der 9 Vorrundengruppen gelost. Im Vorfeld wurden neun Mannschaften als Gastgeber für die jeweiligen Mini-Turniere ausgewählt. Die Vorrunde wurde vom 28. August–2. September 2018 gespielt, die Gruppensieger qualifizierten sich für die Hauptrunde.

### Gruppe A
Gastgeber der Gruppe A war Mostar SG Staklorad aus Bosnien-Herzegowina. Alle Spiele wurden in der USRC Mithad Hujdur Hujka in Mostar ausgetragen.
| Pl. | Verein                 | Sp. | S | U | N | Tore    | Diff. | Punkte |
| --- | ---------------------- | --- | - | - | - | ------- | ----- | ------ |
| 1.  | Mostar SG Staklorad    | 3   | 3 | 0 | 0 | 017:500 | +12   | 09     |
| 2.  | JB Gentofte            | 3   | 2 | 0 | 1 | 015:400 | +11   | 06     |
| 3.  | Maccabi Nahalat Itzhak | 3   | 1 | 0 | 2 | 009:150 | −6    | 03     |
| 4.  | Watcell Futsal Club    | 3   | 0 | 0 | 3 | 007:240 | −17   | 0      |

| 29. August 2018        |      |                                                     |
| JB Gentofte            | 6:0  | Watcell Futsal Club \| USRC Mithad Hujdur Hujka     |
| Mostar SG Staklorad    | 4:0  | Maccabi Nahalat Itzhakb \| USRC Mithad Hujdur Hujka |
| 30. August 2018        |      |                                                     |
| Maccabi Nahalat Itzhak | 1:8  | JB Gentofte \| USRC Mithad Hujdur Hujka             |
| Mostar SG Staklorad    | 10:4 | Watcell Futsal Club \| USRC Mithad Hujdur Hujka     |
| 1. September 2018      |      |                                                     |
| Watcell Futsal Club    | 3:8  | Maccabi Nahalat Itzhak \| USRC Mithad Hujdur Hujka  |
| JB Gentofte            | 1:3  | Mostar SG Staklorad \| USRC Mithad Hujdur Hujka     |

### Gruppe B
Gastgeber der Gruppe B waren die Murexin Allstars aus Österreich. Alle Spiele wurden in der Sporthalle Dr. Fred Sinowatz-Schule in der Wiener Neustadt ausgetragen.
| Pl. | Verein            | Sp. | S | U | N | Tore    | Diff. | Punkte |
| --- | ----------------- | --- | - | - | - | ------- | ----- | ------ |
| 1.  | Kampuksen Dynamo  | 3   | 3 | 0 | 0 | 015:100 | +14   | 09     |
| 2.  | Murexin Allstars  | 3   | 2 | 0 | 1 | 014:100 | +4    | 06     |
| 3.  | Sandefjord Futsal | 3   | 1 | 0 | 2 | 004:800 | −4    | 03     |
| 4.  | FC Encamp Futsal  | 3   | 0 | 0 | 3 | 005:190 | −14   | 0      |

| 29. August 2018   |     |                                                          |
| Sandefjord Futsal | 2:1 | FC Encamp Futsal \| Sporthalle Dr. Fred Sinowatz-Schule  |
| Murexin Allstars  | 1:4 | Kampuksen Dynamo \| Sporthalle Dr. Fred Sinowatz-Schule  |
| 30. August 2018   |     |                                                          |
| Kampuksen Dynamo  | 2:0 | Sandefjord Futsal \| Sporthalle Dr. Fred Sinowatz-Schule |
| Murexin Allstars  | 8:4 | FC Encamp Futsal \| Sporthalle Dr. Fred Sinowatz-Schule  |
| 1. September 2018 |     |                                                          |
| FC Encamp Futsal  | 0:9 | Kampuksen Dynamo \| Sporthalle Dr. Fred Sinowatz-Schule  |
| Sandefjord Futsal | 2:5 | Murexin Allstars \| Sporthalle Dr. Fred Sinowatz-Schule  |

### Gruppe C
Gastgeber der Gruppe C war IFK Uddevalla aus Schweden. Alle Spiele wurden in der Agnebergshallen in Uddevalla ausgetragen.
| Pl. | Verein          | Sp. | S | U | N | Tore    | Diff. | Punkte |
| --- | --------------- | --- | - | - | - | ------- | ----- | ------ |
| 1.  | IFK Uddevalla   | 3   | 3 | 0 | 0 | 014:700 | +7    | 09     |
| 2.  | Leo Futsal      | 3   | 2 | 0 | 1 | 013:600 | +7    | 06     |
| 3.  | KMF Čelik       | 3   | 1 | 0 | 2 | 012:110 | +1    | 03     |
| 4.  | Vængir Júpiters | 3   | 0 | 0 | 3 | 009:240 | −15   | 0      |

| 29. August 2018   |     |                                    |
| Leo Futsal        | 8:2 | Vængir Júpiters \| Agnebergshallen |
| IFK Uddevalla     | 4:2 | KMF Čelik \| Agnebergshallen       |
| 30. August 2018   |     |                                    |
| KMF Čelik         | 2:4 | Leo Futsal \| Agnebergshallen      |
| IFK Uddevalla     | 8:4 | Vængir Júpiters \| Agnebergshallen |
| 1. September 2018 |     |                                    |
| Vængir Júpiters   | 3:8 | KMF Čelik \| Agnebergshallen       |
| Leo Futsal        | 1:2 | IFK Uddevalla \| Agnebergshallen   |

### Gruppe D
Gastgeber der Gruppe D war der VfL 05 Hohenstein-Ernstthal aus Deutschland. Alle Spiele wurden im HOT-Sportzentrum in Hohenstein-Ernstthal ausgetragen.
| Pl. | Verein                      | Sp. | S | U | N | Tore    | Diff. | Punkte |
| --- | --------------------------- | --- | - | - | - | ------- | ----- | ------ |
| 1.  | VfL 05 Hohenstein-Ernstthal | 3   | 2 | 1 | 0 | 019:500 | +14   | 07     |
| 2.  | Doukas SAC                  | 3   | 1 | 2 | 0 | 011:900 | +2    | 05     |
| 3.  | Futsal Klub Tirana          | 3   | 1 | 1 | 1 | 008:900 | −1    | 04     |
| 4.  | Belfast United Futsal Club  | 3   | 0 | 0 | 3 | 009:240 | −15   | 0      |

| 30. August 2018             |      |                                                 |
| Doukas SAC                  | 7:5  | Belfast United \| HOT-Sportzentrum              |
| VfL 05 Hohenstein-Ernstthal | 4:2  | Futsal Klub Tirana \| HOT-Sportzentrum          |
| 31. August 2018             |      |                                                 |
| Futsal Klub Tirana          | 1:1  | Doukas SAC \| HOT-Sportzentrum                  |
| VfL 05 Hohenstein-Ernstthal | 12:0 | Belfast United \| HOT-Sportzentrum              |
| 2. September 2018           |      |                                                 |
| Belfast United              | 4:5  | Futsal Klub Tirana \| HOT-Sportzentrum          |
| Doukas SAC                  | 3:3  | VfL 05 Hohenstein-Ernstthal \| HOT-Sportzentrum |

### Gruppe E
Gastgeber der Gruppe E war KMF Veles aus Nordmazedonien. Alle Spiele wurden in der Jane-Sandanski Arena in Skopje ausgetragen.
| Pl. | Verein                  | Sp. | S | U | N | Tore    | Diff. | Punkte |
| --- | ----------------------- | --- | - | - | - | ------- | ----- | ------ |
| 1.  | Valletta FC Futsal Club | 3   | 3 | 0 | 0 | 017:700 | +10   | 09     |
| 2.  | KMF Veles               | 3   | 2 | 0 | 1 | 019:110 | +8    | 06     |
| 3.  | Tallinna Cosmos         | 3   | 1 | 0 | 2 | 009:100 | −1    | 03     |
| 4.  | Futsamba Naas           | 3   | 0 | 0 | 3 | 005:220 | −17   | 0      |

| 29. August 2018   |      |                                         |
| Valletta FC       | 4:2  | Tallinna Cosmos \| Jane-Sandanski Arena |
| KMF Veles         | 10:3 | Futsamba Naas \| Jane-Sandanski Arena   |
| 30. August 2018   |      |                                         |
| Futsamba Naas     | 0:5  | Valletta FC \| Jane-Sandanski Arena     |
| KMF Veles         | 4:0  | Tallinna Cosmos \| Jane-Sandanski Arena |
| 1. September 2018 |      |                                         |
| Tallinna Cosmos   | 7:2  | Futsamba Naas \| Jane-Sandanski Arena   |
| Valletta FC       | 8:5  | KMF Veles \| Jane-Sandanski Arena       |

### Gruppe F
Gastgeber der Gruppe F war FK Vytis Futsal aus Litauen. Alle Spiele wurden in der Jonavos sporto arena in Jonava ausgetragen.
| Pl. | Verein                      | Sp. | S | U | N | Tore    | Diff. | Punkte |
| --- | --------------------------- | --- | - | - | - | ------- | ----- | ------ |
| 1.  | FK Vytis Futsal             | 3   | 3 | 0 | 0 | 020:400 | +16   | 09     |
| 2.  | Hovocubo Zaalvoetbal        | 3   | 2 | 0 | 1 | 020:800 | +12   | 06     |
| 3.  | Reading Escolla Futsal Club | 3   | 1 | 0 | 2 | 010:180 | −8    | 03     |
| 4.  | Murata Futsal               | 3   | 0 | 0 | 3 | 004:240 | −20   | 0      |

| 28. August 2018      |      |                                              |
| Hovocubo Zaalvoetbal | 12:2 | Murata Futsal \| Jonavos sporto arena        |
| FK Vytis Futsal      | 12:0 | Reading Escolla \| Jonavos sporto arena      |
| 29. August 2018      |      |                                              |
| Reading Escolla      | 2:5  | Hovocubo Zaalvoetbal \| Jonavos sporto arena |
| FK Vytis             | 4:1  | Murata Futsal \| Jonavos sporto arena        |
| 31. August 2018      |      |                                              |
| Murata Futsal        | 1:8  | Reading Escolla \| Jonavos sporto arena      |
| Hovocubo Zaalvoetbal | 3:4  | FK Vytis Futsal \| Jonavos sporto arena      |

### Gruppe G
Gastgeber der Gruppe G war BTS Rekord Bielsko-Biała aus Polen. Alle Spiele wurden im Hala Pod Dębowcem in Bielsko-Biała ausgetragen.
| Pl. | Verein                         | Sp. | S | U | N | Tore    | Diff. | Punkte |
| --- | ------------------------------ | --- | - | - | - | ------- | ----- | ------ |
| 1.  | BTS Rekord Bielsko-Biała       | 3   | 3 | 0 | 0 | 023:400 | +19   | 09     |
| 2.  | Varna City                     | 3   | 1 | 1 | 1 | 009:800 | +1    | 04     |
| 3.  | Racing Futsal Luxemburg        | 3   | 1 | 0 | 2 | 011:190 | −8    | 03     |
| 4.  | Cardiff University Futsal Club | 3   | 0 | 1 | 2 | 007:190 | −12   | 01     |

| 30. August 2018          |      |                                               |
| Varna City               | 5:3  | Racing Luxemburg \| Hala Pod Dębowcem         |
| BTS Rekord Bielsko-Biała | 10:1 | Cardiff University \| Hala Pod Dębowcem       |
| 31. August 2018          |      |                                               |
| Cardiff University       | 3:3  | Varna City \| Hala Pod Dębowcem               |
| BTS Rekord Bielsko-Biała | 11:2 | Racing Luxemburg \| Hala Pod Dębowcem         |
| 2. September 2018        |      |                                               |
| Racing Luxemburg         | 6:3  | Cardiff University \| Hala Pod Dębowcem       |
| Varna City               | 1:2  | BTS Rekord Bielsko-Biała \| Hala Pod Dębowcem |

### Gruppe H
Gastgeber der Gruppe H war CS Informatica Timişoara aus Rumänien. Alle Spiele wurden im Sala Constantin Jude in Timișoara ausgetragen.
| Pl. | Verein                   | Sp. | S | U | N | Tore    | Diff. | Punkte |
| --- | ------------------------ | --- | - | - | - | ------- | ----- | ------ |
| 1.  | CS Informatica Timişoara | 2   | 2 | 0 | 0 | 015:200 | +13   | 06     |
| 2.  | Lynx Futsal Club         | 2   | 1 | 0 | 1 | 005:800 | −3    | 03     |
| 3.  | Osmanlıspor Futsal       | 2   | 0 | 0 | 2 | 004:140 | −10   | 0      |

| 30. August 2018          |     |                                                  |
| CS Informatica Timişoara | 9:2 | Osmanlıspor Futsal \| Sala Constantin Jude       |
| 31. August 2018          |     |                                                  |
| Osmanlıspor Futsal       | 2:5 | Lynx Futsal Club \| Sala Constantin Jude         |
| 1. September 2018        |     |                                                  |
| Lynx Futsal Club         | 0:6 | CS Informatica Timişoara \| Sala Constantin Jude |

### Gruppe I
Gastgeber der Gruppe I war Dynamo Chişinău aus der Republik Moldau. Alle Spiele wurden in der FTF Arena in Ciorescu ausgetragen.
| Pl. | Verein          | Sp. | S | U | N | Tore    | Diff. | Punkte |
| --- | --------------- | --- | - | - | - | ------- | ----- | ------ |
| 1.  | MFC Tatishvili  | 2   | 1 | 1 | 0 | 008:600 | +2    | 04     |
| 2.  | Dynamo Chişinău | 2   | 1 | 0 | 1 | 006:700 | −1    | 03     |
| 3.  | RCD Fidell      | 2   | 0 | 1 | 1 | 009:100 | −1    | 01     |

| 28. August 2018 |     |                              |
| Dynamo Chişinău | 5:4 | RCD Fidell \| FTF Arena      |
| 29. August 2018 |     |                              |
| RCD Fidell      | 5:5 | MFC Tatishvili \| FTF Arena  |
| 30. August 2018 |     |                              |
| MFC Tatishvili  | 3:1 | Dynamo Chişinău \| FTF Arena |

## Hauptrunde

### Pfad A
Der Titelverteidiger sowie die Teams auf den Koeffizienten-Rankingplätzen 1–11 sowie 16–19 wurden anhand ihres Rankings in vier Lostöpfe eingeteilt. Aus jedem Lostopf wurde eine Mannschaft in eine der 4 Vorrundengruppen gelost. Die Gruppen wurde vom 3.–6. Oktober 2018 gespielt, die besten drei Mannschaften jeder Gruppe qualifizierten sich für die Eliterunde.

#### Gruppe 1
Gastgeber der Gruppe 1 war FP Halle-Gooik aus Belgien. Alle Spiele wurden im Sportcomplex De Bres in Halle ausgetragen.
| Pl. | Verein                 | Sp. | S | U | N | Tore    | Diff. | Punkte |
| --- | ---------------------- | --- | - | - | - | ------- | ----- | ------ |
| 1.  | Benfica Lissabon       | 3   | 2 | 1 | 0 | 015:500 | +10   | 07     |
| 2.  | FC Barcelona           | 3   | 2 | 1 | 0 | 012:600 | +6    | 07     |
| 3.  | FP Halle-Gooik         | 3   | 1 | 0 | 2 | 015:160 | −1    | 03     |
| 4.  | Kremlin-Bicêtre United | 3   | 0 | 0 | 3 | 007:220 | −15   | 0      |

| 3. Oktober 2018        |     |                                                |
| FC Barcelona           | 4:2 | Kremlin-Bicêtre United \| Sportcomplex De Bres |
| FP Halle-Gooik         | 3:5 | Benfica Lissabon \| Sportcomplex De Bres       |
| 4. Oktober 2018        |     |                                                |
| Benfica Lissabon       | 1:1 | FC Barcelona \| Sportcomplex De Bres           |
| FP Halle-Gooik         | 9:4 | Kremlin-Bicêtre United \| Sportcomplex De Bres |
| 6. Oktober 2018        |     |                                                |
| Kremlin-Bicêtre United | 1:9 | Benfica Lissabon \| Sportcomplex De Bres       |
| FC Barcelona           | 7:3 | FP Halle-Gooik \| Sportcomplex De Bres         |

#### Gruppe 2
Gastgeber der Gruppe 2 war KMF Ekonomac aus Serbien. Alle Spiele wurden im Športska dvorana Jezero in Kragujevac ausgetragen.
| Pl. | Verein                | Sp. | S | U | N | Tore    | Diff. | Punkte |
| --- | --------------------- | --- | - | - | - | ------- | ----- | ------ |
| 1.  | Inter FS              | 3   | 3 | 0 | 0 | 009:300 | +6    | 09     |
| 2.  | Era-Pack Chrudim      | 3   | 2 | 0 | 1 | 008:500 | +3    | 06     |
| 3.  | KMF Ekonomac          | 3   | 1 | 0 | 2 | 008:120 | −4    | 03     |
| 4.  | MFK Prodeksim Cherson | 3   | 0 | 0 | 3 | 002:700 | −5    | 0      |

| 3. Oktober 2018       |     |                                                  |
| Inter FS              | 3:0 | MFK Prodeksim Cherson \| Športska dvorana Jezero |
| KMF Ekonomac          | 3:6 | Era-Pack Chrudim \| Športska dvorana Jezero      |
| 4. Oktober 2018       |     |                                                  |
| Era-Pack Chrudim      | 1:2 | Inter FS \| Športska dvorana Jezero              |
| KMF Ekonomac          | 3:2 | MFK Prodeksim Cherson \| Športska dvorana Jezero |
| 6. Oktober 2018       |     |                                                  |
| MFK Prodeksim Cherson | 0:1 | Era-Pack Chrudim \| Športska dvorana Jezero      |
| Inter FS              | 4:2 | KMF Ekonomac \| Športska dvorana Jezero          |

#### Gruppe 3
Gastgeber der Gruppe 3 war KMN Dobovec aus Slowenien. Alle Spiele wurden in der Podčetrtek Halle in Podčetrtek ausgetragen.
| Pl. | Verein               | Sp. | S | U | N | Tore    | Diff. | Punkte |
| --- | -------------------- | --- | - | - | - | ------- | ----- | ------ |
| 1.  | Gazprom-Ugra Jugorsk | 3   | 3 | 0 | 0 | 015:200 | +13   | 09     |
| 2.  | KMN Dobovec          | 3   | 2 | 0 | 1 | 009:400 | +5    | 06     |
| 3.  | MFK Sibirjak         | 3   | 1 | 0 | 2 | 004:130 | −9    | 03     |
| 4.  | MVFC Berettyóújfalu  | 3   | 0 | 0 | 3 | 004:130 | −9    | 0      |

| 3. Oktober 2018      |     |                                          |
| Gazprom-Ugra Jugorsk | 4:1 | MVFC Berettyóújfalu \| Podčetrtek Halle  |
| KMN Dobovec          | 3:0 | MFK Sibirjak \| Podčetrtek Halle         |
| 4. Oktober 2018      |     |                                          |
| MFK Sibirjak         | 1:9 | Gazprom-Ugra Jugorsk \| Podčetrtek Halle |
| KMN Dobrovec         | 6:2 | MVFC Berettyóújfalu \| Podčetrtek Halle  |
| 6. Oktober 2018      |     |                                          |
| MVFC Berettyóújfalu  | 1:3 | MFK Sibirjak \| Podčetrtek Halle         |
| Gazprom-Ugra Jugorsk | 2:0 | KMN Dobrovec \| Podčetrtek Halle         |

#### Gruppe 4
Gastgeber der Gruppe 4 war FC Feniks Drenas aus dem Kosovo. Alle Spiele wurden im Pallati i Rinise dhe Sporteve in Pristina ausgetragen.
| Pl. | Verein            | Sp. | S | U | N | Tore    | Diff. | Punkte |
| --- | ----------------- | --- | - | - | - | ------- | ----- | ------ |
| 1.  | Kairat Almaty     | 3   | 3 | 0 | 0 | 015:400 | +11   | 09     |
| 2.  | Sporting Lissabon | 3   | 2 | 0 | 1 | 009:400 | +5    | 06     |
| 3.  | Lidselmash Lida   | 3   | 1 | 0 | 2 | 005:110 | −6    | 03     |
| 4.  | FC Feniks Drenas  | 3   | 0 | 0 | 3 | 005:150 | −10   | 0      |

| 3. Oktober 2018   |     |                                                    |
| Sporting Lissabon | 3:2 | Lidselmash Lida \| Pallati i Rinise dhe Sporteve   |
| FC Feniks Drenas  | 3:7 | Kairat Almaty \| Pallati i Rinise dhe Sporteve     |
| 4. Oktober 2018   |     |                                                    |
| Kairat Almaty     | 2:1 | Sporting Lissabon \| Pallati i Rinise dhe Sporteve |
| FC Feniks Drenas  | 2:3 | Lidselmash Lida \| Pallati i Rinise dhe Sporteve   |
| 6. Oktober 2018   |     |                                                    |
| Lidselmash Lida   | 0:6 | Kairat Almaty \| Pallati i Rinise dhe Sporteve     |
| Sporting Lissabon | 5:0 | FC Feniks Drenas \| Pallati i Rinise dhe Sporteve  |

### Pfad B
Die Teams auf den Plätzen 12–15 und 20–22 des Klubkoeffizienten-Rankings stiegen in dieser Runde in den Wettbewerb ein, komplettiert durch die 9 Gruppensieger der Vorrunde. Diese 16 Teams wurden in Vierergruppen gelost, aus denen sich der jeweilige Gruppensieger für die Eliterunde qualifiziert.

#### Gruppe 5
Gastgeber der Gruppe 5 war APOEL Nikosia aus Zypern. Alle Spiele wurden in der Eleftheria Indoor Hall in Nikosia ausgetragen.
| Pl. | Verein                    | Sp. | S | U | N | Tore    | Diff. | Punkte |
| --- | ------------------------- | --- | - | - | - | ------- | ----- | ------ |
| 1.  | Acqua e Sapone Calcio a 5 | 3   | 3 | 0 | 0 | 018:300 | +15   | 09     |
| 2.  | APOEL Nikosia             | 3   | 1 | 0 | 2 | 007:110 | −4    | 03     |
| 3.  | Mostar SG Staklorad       | 3   | 1 | 0 | 2 | 010:140 | −4    | 03     |
| 4.  | IFK Uddevalla             | 3   | 1 | 0 | 2 | 009:160 | −7    | 03     |

| 3. Oktober 2018     |     |                                               |
| Acqua e Sapone      | 6:0 | IFK Uddevalla \| Eleftheria Indoor Hall       |
| APOEL Nikosia       | 4:0 | Mostar SG Staklorad \| Eleftheria Indoor Hall |
| 4. Oktober 2018     |     |                                               |
| Mostar SG Staklorad | 2:6 | Acqua e Sapone \| Eleftheria Indoor Hall      |
| APOEL Nikosia       | 2:5 | IFK Uddevalla \| Eleftheria Indoor Hall       |
| 6. Oktober 2018     |     |                                               |
| IFK Uddevalla       | 4:8 | Mostar SG Staklorad \| Eleftheria Indoor Hall |
| Acqua e Sapone      | 6:1 | APOEL Nikosia \| Eleftheria Indoor Hall       |

#### Gruppe 6
Gastgeber der Gruppe 6 war MNK Novo Vrijeme Apfel Makarska aus Kroatien. Alle Spiele wurden im Gradski Sportski Centar in Makarska ausgetragen.
| Pl. | Verein                          | Sp. | S | U | N | Tore    | Diff. | Punkte |
| --- | ------------------------------- | --- | - | - | - | ------- | ----- | ------ |
| 1.  | MNK Novo Vrijeme Apfel Makarska | 3   | 3 | 0 | 0 | 014:600 | +8    | 09     |
| 2.  | MFK Aktobe                      | 3   | 2 | 0 | 1 | 012:600 | +6    | 06     |
| 3.  | MFC Tatishvili                  | 3   | 1 | 0 | 2 | 009:110 | −2    | 03     |
| 4.  | Kampuksen Dynamo                | 3   | 0 | 0 | 3 | 002:140 | −12   | 0      |

| 3. Oktober 2018     |     |                                             |
| MFK Aktobe          | 6:0 | MFC Tatishvili \| Gradski Sportski Centar   |
| MNK Novo Vrijeme    | 6:1 | Kampuksen Dynamo \| Gradski Sportski Centar |
| 4. Oktober 2018     |     |                                             |
| Mostar SG Staklorad | 0:3 | MFK Aktobe \| Gradski Sportski Centar       |
| MNK Novo Vrijeme    | 4:2 | MFC Tatishvili \| Gradski Sportski Centar   |
| 6. Oktober 2018     |     |                                             |
| MFC Tatishvili      | 5:1 | Kampuksen Dynamo \| Gradski Sportski Centar |
| MFK Aktobe          | 3:4 | MNK Novo Vrijeme \| Gradski Sportski Centar |

#### Gruppe 7
Gastgeber der Gruppe 7 war FK Nikars aus Lettland. Alle Spiele wurden im Zemgales Olimpiskais centrs in Jelgava ausgetragen.
| Pl. | Verein                      | Sp. | S | U | N | Tore    | Diff. | Punkte |
| --- | --------------------------- | --- | - | - | - | ------- | ----- | ------ |
| 1.  | BTS Rekord Bielsko-Biała    | 3   | 2 | 1 | 0 | 013:200 | +11   | 07     |
| 2.  | CS Informatica Timişoara    | 3   | 1 | 1 | 1 | 007:400 | +3    | 04     |
| 3.  | FK Nikars                   | 3   | 1 | 0 | 2 | 006:160 | −10   | 03     |
| 4.  | VfL 05 Hohenstein-Ernstthal | 3   | 1 | 0 | 2 | 005:900 | −4    | 03     |

| 3. Oktober 2018             |     |                                                            |
| VfL 05 Hohenstein-Ernstthal | 1:0 | CS Informatica Timişoara \| Zemgales Olimpiskais centrs    |
| FK Nikars                   | 0:7 | BTS Rekord Bielsko-Biała \| Zemgales Olimpiskais centrs    |
| 4. Oktober 2018             |     |                                                            |
| BTS Rekord Bielsko-Biała    | 5:1 | VfL 05 Hohenstein-Ernstthal \| Zemgales Olimpiskais centrs |
| FK Nikars                   | 2:6 | CS Informatica Timişoara \| Zemgales Olimpiskais centrs    |
| 6. Oktober 2018             |     |                                                            |
| CS Informatica Timişoara    | 1:1 | BTS Rekord Bielsko-Biała \| Zemgales Olimpiskais centrs    |
| VfL 05 Hohenstein-Ernstthal | 3:4 | FK Nikars \| Zemgales Olimpiskais centrs                   |

#### Gruppe 8
Gastgeber der Gruppe 8 war MIMEL Lučenec aus der Slowakei. Alle Spiele wurden in der Športová hala Aréna in Lučenec ausgetragen.
| Pl. | Verein                  | Sp. | S | U | N | Tore    | Diff. | Punkte |
| --- | ----------------------- | --- | - | - | - | ------- | ----- | ------ |
| 1.  | FK Vytis Futsal         | 3   | 3 | 0 | 0 | 009:200 | +7    | 09     |
| 2.  | MIMEL Lučenec           | 3   | 2 | 0 | 1 | 011:800 | +3    | 06     |
| 3.  | Araz Naxçivan           | 3   | 0 | 1 | 2 | 003:700 | −4    | 01     |
| 4.  | Valletta FC Futsal Club | 3   | 0 | 1 | 2 | 004:100 | −6    | 01     |

| 3. Oktober 2018         |     |                                                |
| Araz Naxçivan           | 0:1 | FK Vytis Futsal \| Športová hala Aréna         |
| MIMEL Lučenec           | 4:3 | Valletta FC Futsal Club \| Športová hala Aréna |
| 4. Oktober 2018         |     |                                                |
| Valletta FC Futsal Club | 1:1 | Araz Naxçivan \| Športová hala Aréna           |
| MIMEL Lučenec           | 2:3 | FK Vytis Futsal \| Športová hala Aréna         |
| 6. Oktober 2018         |     |                                                |
| FK Vytis Futsal Club    | 5:0 | Valletta FC Futsal Club \| Športová hala Aréna |
| Araz Naxçivan           | 2:5 | MIMEL Lučenec \| Športová hala Aréna           |

## Eliterunde
Die für die Eliterunde qualifizierten Teams wurden für die Auslosung in vier Töpfe eingeteilt. Die Gruppensieger aus Pfad A bildeten Topf 1, die Gruppenzweiten aus Pfad A Topf 2, die Gruppendritten aus Pfad A Topf 3 und die Gruppensieger aus Pfad B Topf 4. Aus jedem Topf wurde eine Mannschaft in eine der Vierergruppen gelost. Mannschaften aus dem gleichen Verband konnten in die gleiche Gruppe gelost werden. Die Spiele fanden im Zeitraum vom 14.–18. November 2018 statt. Der jeweiligen Gruppensieger qualifizierte sich für das Finalturnier.

### Gruppe A
Gastgeber der Gruppe A war der FK Vytis Futsal. Alle Spiele wurden in der Alytaus Arena in Alytus ausgetragen.
| Pl. | Verein          | Sp. | S | U | N | Tore    | Diff. | Punkte |
| --- | --------------- | --- | - | - | - | ------- | ----- | ------ |
| 1.  | Inter FS        | 3   | 3 | 0 | 0 | 013:600 | +7    | 09     |
| 2.  | KMN Dobovec     | 3   | 2 | 0 | 1 | 008:100 | −2    | 06     |
| 3.  | FP Halle-Gooik  | 3   | 1 | 0 | 2 | 012:110 | +1    | 03     |
| 4.  | FK Vytis Futsal | 3   | 0 | 0 | 3 | 005:110 | −6    | 0      |

| 14. November 2018 |     |                                 |
| Inter FS          | 5:1 | KMN Dobovec \| Alytaus Arena    |
| FK Vytis          | 2:5 | FP Halle-Gooik \| Alytaus Arena |
| 15. November 2018 |     |                                 |
| FP Halle-Gooik    | 3:4 | Inter FS \| Alytaus Arena       |
| FK Vytis          | 1:2 | KMN Dobovec \| Alytaus Arena    |
| 17. November 2018 |     |                                 |
| KMN Dobovec       | 5:4 | FP Halle-Gooik \| Alytaus Arena |
| Inter FS          | 4:2 | FK Vytis \| Alytaus Arena       |

### Gruppe B
Gastgeber der Gruppe B war der FC Barcelona. Alle Spiele wurden im Palau Blaugrana in Barcelona ausgetragen.
| Pl. | Verein                   | Sp. | S | U | N | Tore    | Diff. | Punkte |
| --- | ------------------------ | --- | - | - | - | ------- | ----- | ------ |
| 1.  | FC Barcelona             | 3   | 3 | 0 | 0 | 011:200 | +9    | 09     |
| 2.  | Gazprom-Ugra Jugorsk     | 3   | 2 | 0 | 1 | 007:700 | ±0    | 06     |
| 3.  | KMF Ekonomac             | 3   | 1 | 0 | 2 | 011:130 | −2    | 03     |
| 4.  | BTS Rekord Bielsko-Biała | 3   | 0 | 0 | 3 | 008:150 | −7    | 0      |

| 15. November 2018        |     |                                             |
| Gazprom-Ugra Jugorsk     | 4:3 | BTS Rekord Bielsko-Biała \| Palau Blaugrana |
| FC Barcelona             | 6:1 | KMF Ekonomac \| Palau Blaugrana             |
| 16. November 2018        |     |                                             |
| KMF Ekonomac             | 2:3 | Gazprom-Ugra Jugorsk \| Palau Blaugrana     |
| FC Barcelona             | 3:1 | BTS Rekord Bielsko-Biała \| Palau Blaugrana |
| 18. November 2018        |     |                                             |
| BTS Rekord Bielsko-Biała | 4:8 | KMF Ekonomac \| Palau Blaugrana             |
| Gazprom-Ugra Jugorsk     | 0:2 | FC Barcelona \| Palau Blaugrana             |

### Gruppe C
Gastgeber der Gruppe C war Sporting Lissabon. Alle Spiele wurden im Pavilhão João Rocha in Lissabon ausgetragen.
| Pl. | Verein                          | Sp. | S | U | N | Tore    | Diff. | Punkte |
| --- | ------------------------------- | --- | - | - | - | ------- | ----- | ------ |
| 1.  | Sporting Lissabon               | 3   | 2 | 1 | 0 | 011:100 | +10   | 07     |
| 2.  | Benfica Lissabon                | 3   | 2 | 1 | 0 | 010:300 | +7    | 07     |
| 3.  | MFK Sibirjak                    | 3   | 1 | 0 | 2 | 005:900 | −4    | 03     |
| 4.  | MNK Novo Vrijeme Apfel Makarska | 3   | 0 | 0 | 3 | 001:140 | −13   | 0      |

| 15. November 2018 |     |                                          |
| Benfica Lissabon  | 5:0 | MNK Novo Vrijeme \| Pavilhão João Rocha  |
| Sporting Lissabon | 4:0 | MFK Sibirjak \| Pavilhão João Rocha      |
| 16. November 2018 |     |                                          |
| MFK Sibirjak      | 2:4 | Benfica Lissabon \| Pavilhão João Rocha  |
| Sporting Lissabon | 6:0 | MNK Novo Vrijeme \| Pavilhão João Rocha  |
| 18. November 2018 |     |                                          |
| MNK Novo Vrijeme  | 1:3 | MFK Sibirjak \| Pavilhão João Rocha      |
| Benfica Lissabon  | 1:1 | Sporting Lissabon \| Pavilhão João Rocha |

### Gruppe D
Gastgeber der Gruppe D war der Era-Pack Chrudim. Alle Spiele wurden im Zimní stadion in Chrudim ausgetragen.
| Pl. | Verein                    | Sp. | S | U | N | Tore    | Diff. | Punkte |
| --- | ------------------------- | --- | - | - | - | ------- | ----- | ------ |
| 1.  | Kairat Almaty             | 3   | 3 | 0 | 0 | 015:500 | +10   | 09     |
| 2.  | Acqua e Sapone Calcio a 5 | 3   | 2 | 0 | 1 | 015:700 | +8    | 06     |
| 3.  | Era-Pack Chrudim          | 3   | 1 | 0 | 2 | 006:700 | −1    | 03     |
| 4.  | Lidselmash Lida           | 3   | 0 | 0 | 3 | 005:220 | −17   | 0      |

| 14. November 2018 |      |                                   |
| Kairat Almaty     | 4:1  | Acqua e Sapone \| Zimní stadion   |
| Era-Pack Chrudim  | 4:0  | Lidselmash Lida \| Zimní stadion  |
| 15. November 2018 |      |                                   |
| Lidselmash Lida   | 2:7  | Kairat Almaty \| Zimní stadion    |
| Era-Pack Chrudim  | 0:3  | Acqua e Sapone \| Zimní stadion   |
| 17. November 2018 |      |                                   |
| Acqua e Sapone    | 11:3 | Lidselmash Lida \| Zimní stadion  |
| Kairat Almaty     | 4:2  | Era-Pack Chrudim \| Zimní stadion |

## Finalrunde
Am 3. Dezember 2018 beschloss das UEFA-Exekutivkomitee bei seiner Sitzung in Dublin, das Finalturnier in die Almaty Arena in Kasachstan zu vergeben. Die Auslosung fand am 1. Februar 2019 in der Halbzeitpause des Futsal-Freundschaftsspiels zwischen Kasachstan und Kroatien statt. Die Gruppensieger der Eliterunde wurden ohne Beschränkungen in zwei Halbfinalspiele gegeneinander gelost.
Das Finalturnier wurde im K.-o.-System gespielt. Sollte ein Spiel nach Ablauf der regulären Spielzeit unentschieden stehen, wird der Sieger in einer Verlängerung und wenn notwendig im Sechsmeterschießen bestimmt. Ausnahme ist das Spiel um Platz 3, in dem sich das Sechsmeterschießen direkt an die reguläre Spielzeit anschließen würde.

### Halbfinale
| Fr., 26. April 2019, 18:45 Uhr (14:45 Uhr MESZ) in Almaty (Almaty Arena) |   |               |           |
| Sporting Lissabon                                                        | – | Inter FS      | 5:3 (1:1) |
| Fr., 26. April 2019, 21:30 Uhr (17:30 Uhr MESZ) in Almaty (Almaty Arena) |   |               |           |
| FC Barcelona                                                             | – | Kairat Almaty | 2:5 (0:0) |

### Spiel um Platz 3
| So., 28. April 2019, 17:30 Uhr (13:30 Uhr MESZ) in Almaty (Almaty Arena) |   |              |           |
| Inter FS                                                                 | – | FC Barcelona | 1:3 (1:2) |

### Finale
| Sporting Lissabon                                                     | Sporting Lissabon | Kairat Almaty | Kairat Almaty |
| --------------------------------------------------------------------- | --- | --- | ------------- |
| Sporting Lissabon                                                     | \| 28. April 2019 um 20:00 Uhr (16:00 Uhr MESZ) in Almaty (Almaty Arena) \| \| Ergebnis: 2:1 (0:0) \| \| Zuschauer: 11.973 \| \| Schiedsrichter: Saša Tomić ( Kroatien) / Nikola Jelić ( Kroatien) \| \| Spielbericht \| | \| 28. April 2019 um 20:00 Uhr (16:00 Uhr MESZ) in Almaty (Almaty Arena) \| \| Ergebnis: 2:1 (0:0) \| \| Zuschauer: 11.973 \| \| Schiedsrichter: Saša Tomić ( Kroatien) / Nikola Jelić ( Kroatien) \| \| Spielbericht \| | Kairat Almaty |
| Sporting Lissabon                                                     | Guitta – Erick, Dieguinho, Alex Merlim, Cavinato Bank: Gonçalo (TW), Leo, Pedro Cary, Cardinal, João Matos , Déo, Rocha, Pany Varela, Alex Cheftrainer: Nuno Dias ( Portugal)                                            | Higuita – Edson, Rangel, John Lennon, Taynan Bank: Dudu (TW), Suleimenov , Favero, Tursagulov, Douglas Junior, Tayebi, Nurgozhin, Orazov, Yesenamanov Cheftrainer: Paulo Ricardo Kakà ( Brasilien)                       | Kairat Almaty |
| Sporting Lissabon                                                     | 1:0 Cavinato (22.) 2:0 Alex Merlim (27.) | 2:1 Douglas Junior (38.) | Kairat Almaty |
| Sporting Lissabon                                                     | Leo (39.) | Tayebi (29.), Rangel (35.) | Kairat Almaty |
| 28. April 2019 um 20:00 Uhr (16:00 Uhr MESZ) in Almaty (Almaty Arena) | | |               |
| Ergebnis: 2:1 (0:0)                                                   | | |               |
| Zuschauer: 11.973                                                     | | |               |
| Schiedsrichter: Saša Tomić ( Kroatien) / Nikola Jelić ( Kroatien)     | | |               |
| Spielbericht                                                          | | |               |

## Torschützen
| Rang | Spieler             | Team                     | Vorrunde | Hauptrunde | Eliterunde | Finalturnier | Gesamt |
| ---- | ------------------- | ------------------------ | -------- | ---------- | ---------- | ------------ | ------ |
| 1    | Michał Kubik        | BTS Rekord Bielsko-Biała | 4        | 3          | 3          | —            | 10     |
| 2    | Ferrão              | FC Barcelona Futsal      | —        | 5          | 3          | 1            | 9      |
| 2    | Oleksandr Bondar    | BTS Rekord Bielsko-Biała | 5        | 2          | 2          | -            | 9      |
| 2    | Michał Marek        | BTS Rekord Bielsko-Biała | 5        | 3          | 1          | -            | 9      |
| 5    | Dieguinho           | Sporting Lissabon        | —        | 1          | 4          | 3            | 8      |
| 5    | Edson               | Kairat Almaty            | —        | 3          | 4          | 1            | 8      |
| 5    | Nermin Kahvedžić    | Mostar SG Staklorad      | 4        | 4          | —          |              | 8      |
| 8    | Leandro Esquerdinha | FC Barcelona Futsal      | —        | 5          | 1          | 1            | 7      |
| 8    | Taynan da Silva     | Kairat Almaty            | —        | 6          | 0          | 1            | 7      |
| 8    | Diogo Castro        | FP Halle-Gooik           | —        | 4          | 4          | -            | 7      |
| 8    | Humberto            | Inter FS                 | —        | 4          | 3          | 0            | 7      |
| 8    | Kristian Legiec     | IFK Uddevalla            | 4        | 3          | —          | —            | 7      |
| 8    | Sávio Valadares     | Informatica Timişoara    | 6        | 1          | —          | —            | 7      |